# Avventura in carcere
Avventura in carcere (Big House Bunny) è un film del 1950 diretto da Friz Freleng. È un cortometraggio d'animazione della serie Looney Tunes, uscito negli Stati Uniti il 22 aprile 1950. Dal 1999 viene distribuito col titolo Lavori forzati.

## Trama
Per sfuggire ai cacciatori, Bugs Bunny scava un tunnel e finisce accidentalmente nella prigione di Sing Sing. Qui viene scambiato per un prigioniero dalla guardia carceraria Sam Schultz, che lo cattura e lo mette ai lavori forzati. Subito dopo Bugs, con uno stratagemma, riesce a evadere, ma Sam lo ricattura. Quindi Bugs rende la vita difficile a Sam con vari trucchi e imbrogli, tra le altre cose facendo in modo che venga rinchiuso in cella lui stesso e che venga rimproverato dal direttore del carcere. Dopo che il direttore avverte Sam che lo licenzierà se farà un altro errore, l'uomo permette a Bugs di andarsene una volta per tutte. La felicità di Sam però dura poco, poiché il direttore lo arresta per procurata evasione e lo mette ai lavori forzati.

## Distribuzione

### Edizione italiana
Nella prima edizione italiana, realizzata all'inizio degli anni settanta per la trasmissione sul Programma Nazionale all'interno de Gli eroi di cartone, "What's up doc?" viene tradotto in "Che cosa c'è dottore?" anziché in "Che succede amico?", Sam non viene mai chiamato Schultz e la battuta finale fu tradotta erroneamente così che la scena risulta incomprensibile. Inoltre, il direttore è caratterizzato con un accento siciliano. Nel 1999 il film fu ridoppiato in modo più corretto dalla Angriservices Edizioni per l'uscita in VHS, sotto la direzione di Renzo Stacchi su dialoghi di Giorgio Tausani. Il ridoppiaggio è stato però utilizzato solo in VHS e in televisione, mentre in DVD è presente il primo doppiaggio. Non essendo stata registrata una colonna internazionale, in entrambi i doppiaggi è stata sostituita la musica presente durante i dialoghi.

### Edizioni home video

#### VHS
America del Nord
- Bugs Bunny's Hare-Brained Hits (22 settembre 1993)

Italia
- Caccia al coniglio (settembre 1999)

#### Laserdisc
- Winner by a Hare (1992)

#### DVD
Il corto fu pubblicato in DVD-Video in America del Nord nel primo disco della raccolta Looney Tunes Golden Collection: Volume 1 (intitolato Best of Bugs Bunny) distribuita il 28 ottobre 2003; il DVD fu pubblicato in Italia il 2 dicembre 2003 nella collana Looney Tunes Collection, col titolo Bugs Bunny.